# Johrenia distans
Johrenia distans är en växtart i släktet Johrenia och familjen flockblommiga växter.
Arten är perenn och förekommer i Nordmakedonien och Grekland.